# Bob Maes
Bob F. Maes, più comunemente chiamato Bob Maes (Zaventem, 22 ottobre 1924), è un politico belga, nazionalista fiammingo, è stato senatore dell'Unione Popolare.

## Elementi biografici

### Gioventù
Durante la sua giovinezza, Bob Maes era un membro della Gioventù nazionalsocialista delle Fiandre e si unì alla Lega nazionale fiamminga (VNV) durante la Seconda guerra mondiale, un'organizzazione che collabora con i nazisti.
Nel settembre del 1944, andò alla polizia, trascorse un anno in detenzione e perse i suoi diritti politici per un periodo di vent'anni.

### Dopoguerra
Nel 1949, Maes fondò il servizio d'ordine chiamato Vlaamse Militanten Orde (VMO) su richiesta della Concentrazione fiamminga.
Nel 1954 è stato membro del consiglio di amministrazione dell'Unione Popolare. Dal 1965 al 1995, è presidente della sezione Brabante di questo partito.
Nel giugno 1971, ha sciolto formalmente il VMO e si è unito al gruppo Were Di, di cui è stato vice-presidente fino al 1972.
Sebbene non sia più direttamente coinvolto nel nuovo Vlaamse Militanten Orde, nato dalle ceneri del movimento che ha creato, mantiene contatti sporadici con esso. Così, nel 1978, ha parlato al cimitero di Asse in occasione del trasferimento del cadavere del collaborazionista fiammingo Staf De Clercq.

### Carriera politica
Bob Maes è stato eletto Senatore nel 1971 nel distretto elettorale di Bruxelles-Halle-Vilvoorde e mantenuto la sua sede fino al 1985. Dal 13 ottobre 1985 è senatore onorario.
Tra il 1977 e il 1978, la Volksunie partecipa ai governi Tindemans IV e Vanden Boeynants II con i cristiani sociali, socialisti e il DFF. Tuttavia, Bob Maes è uno dei parlamentari dell'Unione Popolare a rifiutare la fiducia nel governo Tindemans IV a causa della sua opposizione al patto Egmont, opposizione motivata dalla preoccupazione per la francisation alla periferia di Bruxelles, ma anche dal desiderio di andare oltre nel federalismo, il patto Egmont essendo, secondo Maes, "una specie di cocktail, composto dal 50% da competenze restanti nazionali, il 40% di competenza regionale e il 10% di competenza delle comunità".
A livello locale, Bob Maes è un consigliere comunale a Zaventem tra il 1971 e il 1988.
Dopo lo scioglimento della Volksunie, Bob Maes si unì alla N-VA; sua figlia, Lieve, anch'essa membro di quest'ultimo partito, è senatrice e membro del Parlamento fiammingo.

## Polemica legata a Bob Maes
Nell'ottobre 2014, la presenza del ministro fiammingo Ben Weyts e del Segretario di Stato per l'asilo e la migrazione Theo Francken al ricevimento organizzato in occasione del novantesimo compleanno di Bob Maes, rivelato dal Partito del Lavoro del Belgio, provoca un putiferio nella seduta della Camera del 14 ottobre in cui il nuovo Primo ministro Charles Michel deve presentare il suo governo e insieme la richiesta, da parte di vari partiti di opposizione, delle dimissioni del Segretario di Stato Francken.
A seguito di questa controversia, Bob Maes ribadisce che non si pente della collaborazione.